# Hrobári
Hrobári je slovenský komediální seriál z roku 2019. Scénář napsal Petr Kolečko, režie se ujal Vladimír Skórka. Seriál vysílala televizní stanice TV JOJ.

## Obsazení
| Jana Oľhová               | Dana Pipasíková, Braňova žena                            |
| Michal Režný              | Gabriel "Gabo" Pipasík, Danin a Braňův syn               |
| Zuzana Mauréry            | Julie Horváthová, Braňova sestra a Tiborova manželka     |
| Csongor Kassai            | Tibor Horváth, Braňův švagr a Juliin manžel              |
| Ludmila Zábršová-Molínová | Beáta Pipasíková, Braňova matka                          |
| Jiří Langmajer            | Peťan Dvořák, Braňův nemanželský syn z Prahy             |
| Róbert Jakab              | Dezider Lakatoš, romský farář                            |
| Ľubomír Paulovič          | Branislav "Braňo" Pipasík, majitel a šéf pohřební služby |
| Kristína Svarinská        | Zuzana Farkašová, prodavačka květin                      |
| Lukáš Latinák             |                                                          |
| Marián Labuda ml.         |                                                          |
| Štěpán Kozub              |                                                          |